# Daniel Heiman
Daniel Heiman, född 11 juni 1974, är en svensk power metal-sångare. Han är mest känd för sin tid i Lost Horizon, med vilka han spelade in deras första två album. Efter att ha lämnat Lost Horizon så spelade han in ett album med bandet Crystal Eyes och grundade senare bandet Heed som bara släppte ett album, The Call (2005), innan de splittrades. 
I november 2014 släppte det svenska metalbandet Harmony ett album, Theatre of Redemption med Daniel Heiman som huvudsångare och som mottagit god kritik och hyllats inom metal-kretsar.
Daniel Heiman är känd i power metal-kretsar för sitt stora röstomfång och för att kunna ta extremt höga toner. I Lost Horizon-låten "Highlander" går han t.ex. upp till trestrukna d (d³).
På senare tid har Daniel beskrivits som en "hired gun" som gästsjunger på hela albumen eller enstaka singlar.

## Diskografi
Lost Horizon
- 2001 - Awakening the World
- 2003 - A Flame to the Ground Beneath

Crystal Eyes
- 2005 - Confessions of the Maker

Heed
- 2005 - The Call
- 2007 - Demo 2007 (Demo)

Lavett
- 2012 - Find Your Purpose

Harmony
- 2014 - Theatre of Redemption

- 2015 - Remembrance

Dimhav
- 2020 - The boreal flame

Warrior Path
- 2021 - The Mad King

Sacred Outcry
- 2023 - The Towers Of Gold

Övriga verk
- Project Aegis - And the rest is mystery
- Marius Danielsen's Legend of Valley Doom - Temple of the Ancient God
- Ana Metal For Charity - Ana